# حوزه انتخابیه هفتم آریزونا
حوزه انتخابیه هفتم آریزونا یک حوزه انتخابیه مجلس نمایندگان آمریکا است که در ایالت آریزونا قرار دارد.